# Ngadirejo (Kromengan)
Ngadirejo is een bestuurslaag in het regentschap Malang van de provincie Oost-Java, Indonesië. Ngadirejo telt 4006 inwoners (volkstelling 2010).